# Alberto Velasco
Alberto Javier Velasco, né le 28 juillet 1963 et mort le 25 septembre 1995, est un plasticien et écrivain français.
Comme écrivain, il a la particularité de n'avoir jamais publié de son vivant. Ce n'est qu'en 2010 que paraît, aux Éditions Hermann, son premier livre : Le Quantique des quantiques (ne pas confondre avec Le cantique des quantiques de Jean-Pierre Pharabod et Sven Ortoli).

## Biographie
Né le 28 juillet 1963 à Tours, d’un ouvrier et d’une femme au foyer espagnols, Alberto Velasco passa la majeure partie de son enfance en banlieue parisienne. Dès le collège, il  s’était montré doué pour le dessin et l’écriture. Ses trois années de khâgne au lycée Louis-le-Grand, en compagnie d’une bande de jeunes gens flamboyants, provocateurs, pour la plupart homosexuels, lui ont permis de nouer des amitiés durables, de dissiper ses timidités de banlieusard modeste, et d’assumer sa préférence sexuelle exclusive pour les hommes. Son entrée en 1985 à l'École normale supérieure, en section histoire, marqua à la fois l’aboutissement d’un parcours d’élève brillant, fierté de sa famille, et le début d’une conversion, au sens littéral : il se détourna du mode de vie et de pensée des Normaliens, auxquels il reprochait d’être absents de leur corps, pour se consacrer à l’art contemporain, comme créateur et comme chercheur (son DEA portait sur  la photographie dans l’œuvre de Robert Smithson, le pionnier du Land art).
Rescapée de la rupture morale avec l’École normale, l’écriture est restée pour Alberto Velasco une activité parallèle à la création plastique, moins douloureuse, plus distanciée, peut-être moins cruciale. Sa prose est souvent teintée d’ironie, rarement dénuée d’humour, ce que son art du titre annonce sans fard : son tout premier roman s’appelait La Conquête du farniente ; en regroupant ses nouvelles dans un diptyque nommé Le Quantique des quantiques, constitué du « Principe de réalité » et du « Principe d’incertitude », il rapproche, avec une géniale économie de mots, le concept freudien et la thèse de Heisenberg, la physique des particules et l’érotisme biblique.
Outre La Conquête du farniente et Le Quantique des quantiques, Alberto Velasco est l’auteur d’une pièce inachevée, L’Épopée de Damoclès, où le personnage d’Abel Capricorne, son porte-parole plusieurs fois employé dans Le Quantique des quantiques, se bat avec sa maladie, dans un mélange d’épuisement, d’angoisse et de drôlerie. Cette pièce a fait l’objet d’une lecture, organisée en 1997 par Jérôme Hankins au Théâtre de l’Odéon.
Contaminé par le virus du SIDA en 1988, il refusa d'utiliser les médicaments alors disponibles, comme l'AZT, et préféra se soigner à l'aide de plantes et d'une alimentation macrobiotique. De 1988 à 1995, ceux qui l'ont côtoyé ne l'ont jamais vu exempt de fièvre, de rhume, de vomissements ou d’autres pathologies plus ou moins graves, jusqu’au zona puis au sarcome de Kaposi qui, diagnostiqué trop tard, lui a été fatal.
Aberto Velasco est décédé, le 25 septembre 1995, à l'âge de 32 ans, sans avoir jamais rien publié. Selon les dires de ses proches, il n’aurait jamais tenté de faire paraître ce qu’il écrivait. Distribuer à ses amis, en général de la main à la main, des copies imprimées de ses œuvres, lorsqu’il les jugeait achevées, lui suffisait. Du temps que la maladie lui laisserait à vivre, il ne voulait sans doute rien sacrifier aux démarches et à l’attente que réclame la publication. C'est Fabrice Bouthillon, son ami et ancien condisciple de la rue d’Ulm, dix ans après sa mort, qui fit en sorte qu'il soit publié en transmettant un recueil de ses nouvelles  à La Nouvelle Revue française, qui en publia trois en 2006. Il ne se contenta pas de ce premier succès : il convainquit encore Guillaume de Sardes (éditeur aux Éditions Hermann) de publier l’intégralité du Quantique des quantiques. Ce n'est donc que, quinze après sa mort, que parut son premier livre (Éditions Hermann, 2010).

## Œuvres littéraires
- La Conquête du farniente (roman, inédit)
- Le Quantique des quantiques (recueil de nouvelles, publié sous forme d'extraits par la NRF en 2006, puis intégralement aux Éditions Hermann en 2010  (ISBN 978-2-7056-6880-8))
- L'Épopée de Damoclès (pièce de théâtre inachevée et inédite, lue en 1997 au Théâtre de l'Odéon)